# Хейден, София
София Хейден (англ. Sophia Hayden; 17 октября 1868 — 3 февраля 1953) — американский архитектор и первая женщина, прошедшая четырёхгодичное обучение по специальности архитектура в Массачусетском технологическом институте.

## Детство и образование
София Хейден родилась в Сантьяго. Её мать была чилийка, а отец — американец. У Софии была сестра и два брата. В шесть лет её отправили в Бостон, где она жила с бабушкой и дедушкой по отцу и посещала школу. В старших классах София начала проявлять интерес к архитектуре. После того, как София получила образование, она с семьёй переехали в Ричмонд, но вскоре она вернулась в Бостон, чтобы поступить в колледж. Колледж она окончила с отличием в 1890 году, получив степень по архитектуре.
После получения высшего образования, Хейден не могла найти первую работу в качестве подмастерья архитектора из-за того, что была женщиной, поэтому она устроилась учительницей черчения в одну из бостонских школ.

## Карьера

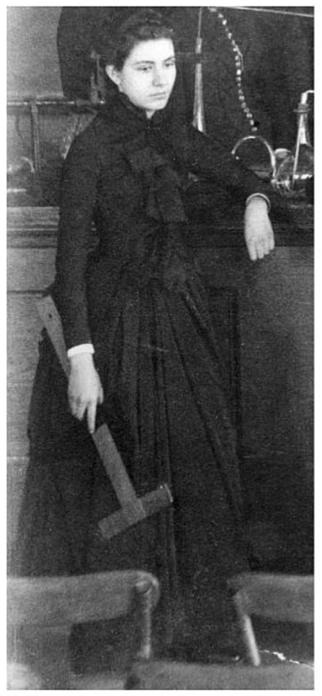
Фотография Софии Хейден, сделанная в 1888 году, когда она была студенткой

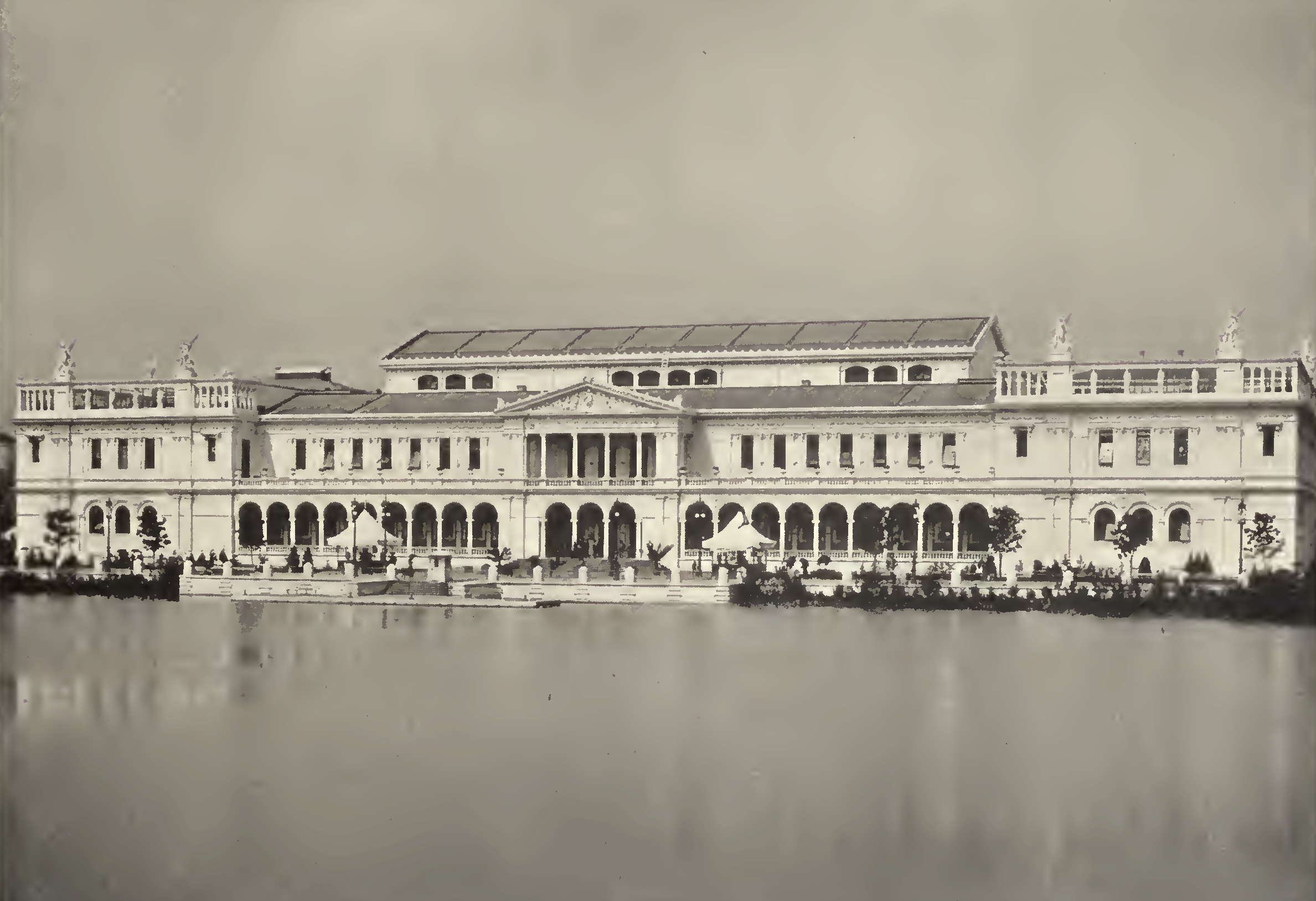
«Женское здание» спроектированное Софией Гайдн

Больше всего Хейден известна тем, что спроектировала так называемое «Женское здание» для Всемирной выставки в 1892 году, а также тем, что спроектировала своё первое здание, когда ей был 21 год.
За основу «Женского здания» она взяла свой студенческий проект «Музей изобразительных искусств» — двухэтажное здание с довольно сложной структурой из арок, колонн, террас и многих других классических элементов. На Всемирной выставке Гайдн заняла первое из тринадцати мест, выделенных для женщин-архитекторов. Она получила 1 000 долларов за свой проект, в то время как мужчины-архитекторы получали по 10 000 долларов за похожие проекты.
Во время строительства «Женского здания», постоянно нарушался план здания, спроектированный Хейден. Изменения требовал вносить комитет по строительству, возглавляемый светской дивой Бертой Палмер. В итоге София была уволена комитетом из собственного проекта и здание было закончено без неё. Однако в этом конфликте Хейден подержали её коллеги-архитекторы. Несмотря на открытую поддержку и сочувствие со стороны многих архитекторов, её разочарование и недовольство произволом было принято обществом как женская неспособность управлять строительством. Но в конце концов обе стороны примирились и её здание было награждено за «Деликатность стиля, архитектурный вкус, доброту и элегантность интерьера». После этого случая, Хейден больше никогда не работала в качестве ведущего архитектора. Однако, в 1894 году она спроектировала мемориал для женского клуба в США, который впоследствии так и не был построен. После своего ухода из архитектуры София продолжила заниматься искусством, жила тихой жизнь с мужем и падчерицей и умерла в 1953 году от пневмонии после перенесённого инсульта.

## В популярной культуре
В одном из эпизодов сериала «Вне времени» её играет Кэтрин Каннингем (Katherine Cunningham).

## Публикации
- «Abstract of Thesis: Sophia G. Hayden, 1890» Technology Architectural Review 3.
- «The Woman’s Building» Rand McNally and Company’s A Week at the Fair, Chicago: Rand McNally, 1893.